# Кэссиди, Билл
Уильям Морган «Билл» Кэссиди (англ. William Morgan "Bill" Cassidy; род. 28 сентября 1957) — американский врач и политик, сенатор США от штата Луизиана, член Республиканской партии.

## Биография
В 1979 году окончил Университет штата Луизиана со степенью бакалавра наук, в 1983 году получил степень доктора медицины в медицинской школе университета Луизианы в Новом Орлеане.
Около 20 лет работал Медицинском центре имени Эрла К. Лонга в Батон-Руже, специализируясь на болезнях печени и гастроэнтерологии. Организовывал в этот период программы поддержки детского здоровья в школах, прилагал усилия к переоборудованию под медицинские цели заброшенного после ураганов 2005 года здания торгового центра Kmart, преподавал в университете Луизианы.
В 2006—2008 годах состоял в Сенате Луизианы.
В 2008 году избран от Республиканской партии в Палату представителей США 111-го созыва и дважды переизбирался, сохраняя мандат с 3 января 2009 по 3 января 2015 года.
В 2014 году республиканцы выдвинули кандидатуру Кэссиди на выборах в Сенат США, где ему противостояла обладательница должности, демократка Мэри Лэндрю. По мнению ряда наблюдателей, одного только факта принадлежности к Республиканской партии было недостаточно для победы даже в год промежуточных выборов, на фоне падения популярности президента-демократа Барака Обамы. К недостаткам Кэссиди аналитики относили также его недостаточно яркий образ в глазах избирателей.
4 ноября 2014 года состоялись выборы, по итогам которых ни один из кандидатов не получил абсолютного большинства голосов. Голоса республиканцев разделились между Кэссиди и отставным полковником авиации Робом Манессом (Rob Maness), которого поддержали сторонники республиканского «движения чаепития». Кэссиди получил 41 %, уступив первое место Лэндрю (42,1 %), при этом Манесс отобрал у него 13,8 % голосов. Во втором туре голосования 6 декабря Кэссиди победил Лэндрю (55,9 % против 44,1 %). В ходе избирательной кампании Лэндрю поддерживала проводимую администрацией Обамы реформу здравоохранения, крайне непопулярную в консервативно настроенной Луизиане. Кроме того, из социологических исследований следует, что её поддержали 9 из 10 избирателей-афроамериканцев, но только два из десяти белых.

## Личная жизнь
Билл Кэссиди, сын Джима и Бетти Кэссиди, рос в Батон-Руже. Отец занимался страхованием жизни, у Билла есть трое старших братьев: Джим, Дэвид и Стив. В период учёбы в университете Билл встретил Лору Лэйден (Laura Layden), впоследствии они поженились, в их семье трое детей: Уилл, Мэг, Кэйт; все учились в государственных школах в Батон-Руже. Лора Лэйден-Кэссиди также была врачом, заведовала хирургическим отделением больницы имени Эрла Лонга, позднее работала в частном медицинском центре, специализируясь на лечении рака молочной железы.